# ويكيبيديا الجليقية
ويكيبيديا الجليقية (الغاليسية:Wikipedia en galego) هي النسخة الجليقية من موسوعة ويكيبيديا، أطلقت في 3 مارس 2003.

## مسار التقدم
- 23 يونيو 2007، عدد المقالات 25,000.
- 12 أكتوبر 2008، عدد المقالات 40,000.[3]

- 23 يوليو 2009، عدد المقالات 50,000.[4]

- 14 يونيو 2009، عدد المقالات 60,000.
- 20 سبتمبر 2010، عدد المقالات 62,895.
- 4 مارس 2013، عدد المقالات 100,000.[5]

- يونيو 2015، عدد المقالات 122.978.

## الإحصائيات
| عدد المستخدمين المسجلين | عدد المستخدمين النشيطين | عدد المقالات | صفحات المحتوى | عدد التعديلات | عدد الملفات المرفوعة | عدد الإداريين |
| ----------------------- | ----------------------- | ------------ | ------------- | ------------- | -------------------- | ------------- |
| 154٬671                 | 275                     | 221٬378      | 544٬634       | 7٬059٬350     | 30                   | 6             |